# Al Lawrence
Al Lawrence, född den 26 april 1961, är en jamaicansk friidrottare inom kortdistanslöpning.
Han tog OS-silver på 4 x 100 meter vid friidrottstävlingarna 1984 i Los Angeles. 